# Mystère à la colo
Pour les articles homonymes, voir Colo (homonymie).
Mystère à la colo est une série télévisée française pour la jeunesse diffusée sur TF1. La série comprend deux saisons produites par Kino et réalisées par Éric Communier. Directeur de production Philippe Rouault.

## Synopsis
La première saison se passe dans un château. La deuxième emmène les enfants sur une île au bord de la mer. À chaque épisode, un enfant fait une bêtise, dans chaque épisode un mystère est toujours présent. En interrogeant les suspects, un indice permet de découvrir le coupable.

## Liste des acteurs
- Rayane Bensetti
- Brandon Lanfray
- Nathan Dumont
- Alex Perez
- Kelly Dubocage
- Bintou Ba
- Jessica Errero

## Liste des épisodes

### Saison 1
1. Un air mystérieux de fantôme
2. Le mystère du fantôme vert
3. Un directeur bien mystérieux
4. Une mystérieuse recette d'enfer
5. Une mystérieuse chasse au trésor
6. Un mystère à six cordes
7. Une magie pas si mystérieuse
8. Le mystère du DJ
9. Le mystérieux réveil
10. Le détecteur de mystère
11. Le neveu n'aime pas le mystère
12. Une mystérieuse formule magique

### Saison 2
1. Une photo très mystérieuse
2. Le mystérieux retour de Napoléon
3. Le mystère des cailloux
4. Une crêpe bien mystérieuse
5. La mystérieuse girouette
6. Le mystère de la coupe
7. Mystère au menhir
8. Le mystère de Camille
9. Le mystère des extra-terrestres
10. La flûte mystérieuse
11. Le mono qui déteste le mystère
12. Le mystère de la nuisette
13. Le retour du mystérieux pirate
14. Une télé mystérieuse